# Strijkkwartet (Hanson)
Howard Hanson schreef maar één strijkkwartet, dat van 1923.
Hij had al eerder geoefend met een compositie met strijkkwartet: zijn Concerto da Camera voor piano en strijkkwartet. Ook in dit strijkkwartet paste Howard zijn eenvoud toe: net als zijn 5e symfonie is het kort en eendelig. Niettemin bevat het alle elementen van een klassiek strijkkwartet.

## Bron en discografie
- Uitgave Bay Cities Music 1009; het Lyric Art Quartet (Houston); een digitale opname uit 1989.